# Галиктиды

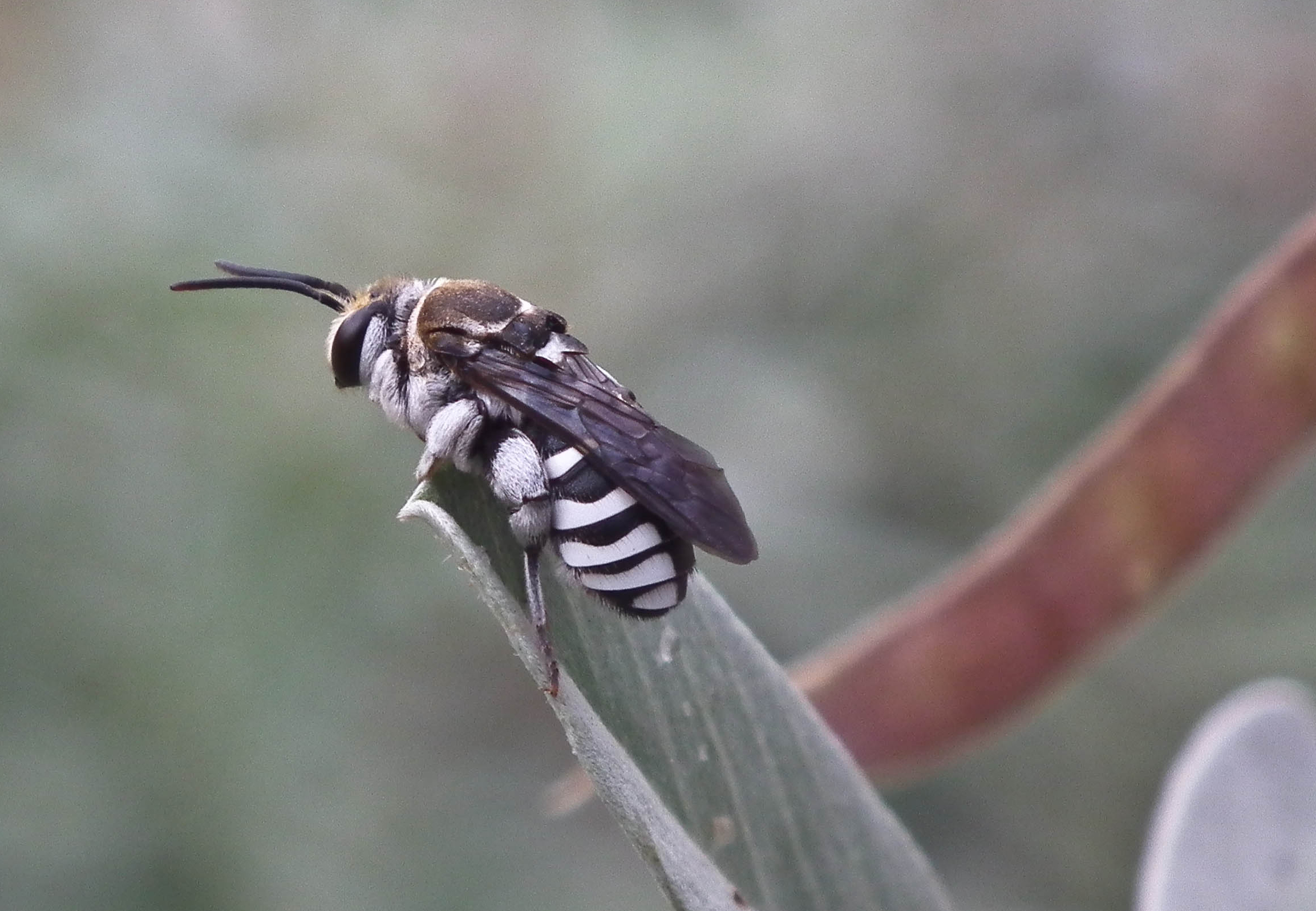
Pseudapis nilotica

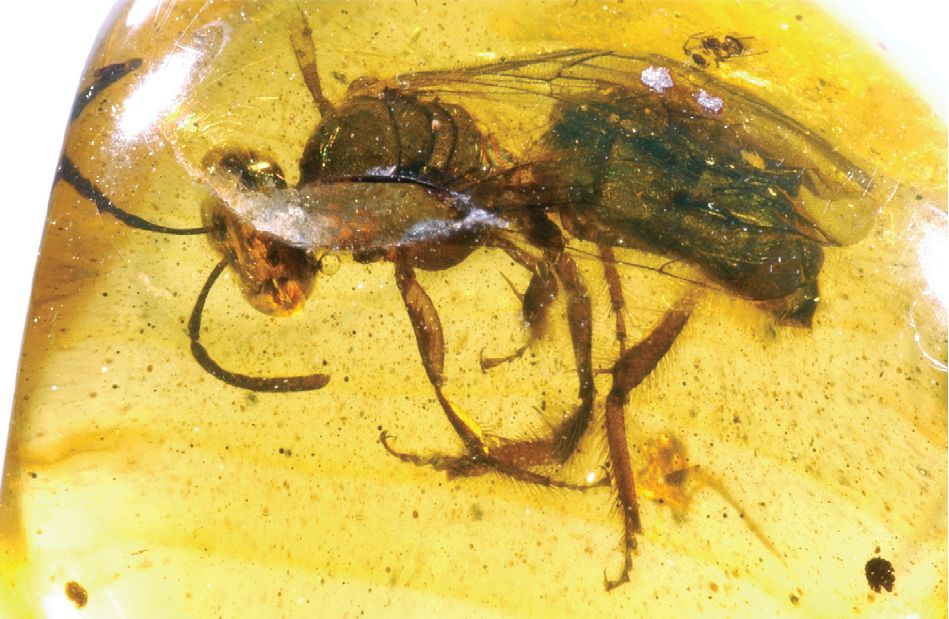
Самка ископаемой пчелы Oligochlora semirugosa из доминиканского янтаря

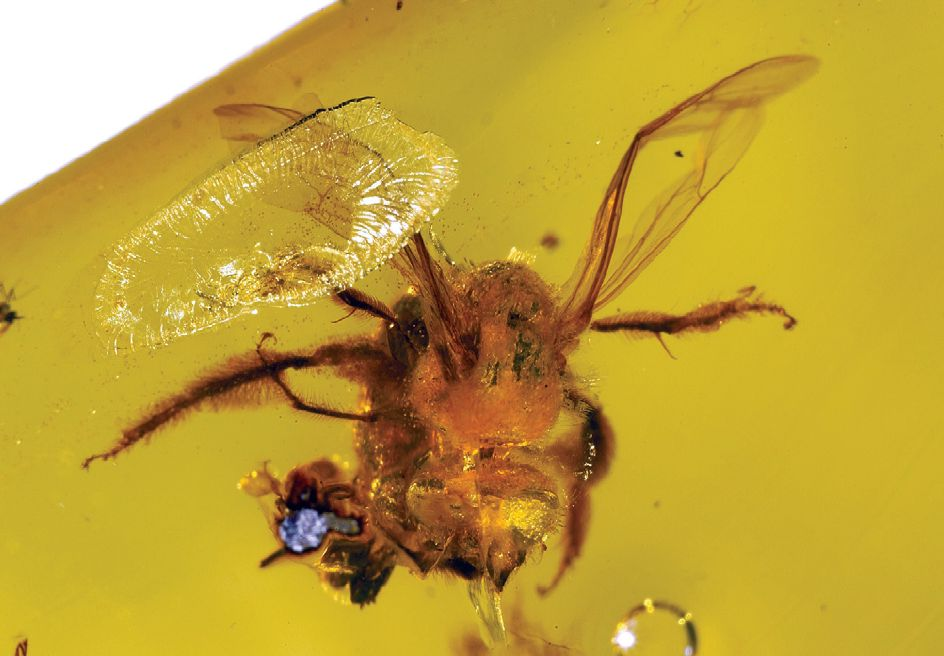
Самка ископаемой пчелы Nesagapostemon moronei из доминиканского янтаря

Галиктиды (лат. Halictidae) — семейство пчёл подотряда стебельчатобрюхие отряда перепончатокрылые насекомые. Включает около 75 родов и около 4000 видов. Древнейшие ископаемые находки известны из раннего эоцена.

## Биология
Гнездятся в земле, в норках, часто большими колониями, характерны примитивные формы общественного образа жизни. Есть клептопаразитические формы (Sphecodes, блестящие чёрные с красноватым брюшком), которые гнёзд не устраивают. Преимущественно политрофные опылители растений. Семейство Halictidae это одна из немногих групп пчёл (другие это Andrenidae, Colletidae и Apidae), которая включает сумеречные виды (Sphecodogastra из рода Lasioglossum) и даже ночные (например виды из состава рода Megalopta). В таком случае, эти виды имеют увеличенные простые глазки или оцеллии (ocellus, ocelli).
Имеют особенность, представляющую неприятность для человека: привлекаются запахом пота, в связи с чем могут забираться под одежду или в волосы, причем жалят несколько раз подряд, будучи придавленными. К счастью, боль от их ужаления довольно слаба, однако возможны аллергические реакции.

## Характеристика
Пчёлы от мелкого (5 мм) до крупных размеров (15 мм). Подбородок и подподбородок фактически отсутствуют, базальная жилка переднего крыла изогнутая. Подусиковые поля и обычно глазные бороздки отсутствуют. Язычок короткий, острый. У большинства самок 5-й тергит брюшка с продольной опушённой бороздкой.

## Распространение
Распространены во всём мире, кроме Антарктиды.

## Классификация
В мире 4000 видов (около 75 родов), в Палеарктике 950 (23 рода), в России более 260 видов (13).
Большая их часть (2400 видов) относится к подсемейству Halictinae. Наиболее примитивным считается подсемейство Rophitinae, которое является сестринским к Nomiinae и к кладе Nomioidinae+Halictinae. Иногда Nomioidinae рассматриваются в качестве трибы в составе подсемейства Halictinae (Engel, 2005).
- Подсемейство Halictinae
  - Agapostemon
  - Andinaugochlora
  - Ariphanarthra
  - Augochlora
  - Augochlorella
  - Augochloropsis
  - Caenohalictus
  - Chlerogas
  - Chlerogella
  - Corynura
  - Dialictus
  - †Eickwortapis
  - Evylaeus
  - Halictus
  - Homalictus
  - Lasioglossum
  - Megalopta
  - Mexalictus
  - Neocorynura[9]
  - Rhinetula
  - Ruizantheda
  - Sphecodes
  - Temnosoma
  - Xenochlora
- Подсемейство Nomiinae
  - Cellariella
  - Curvinomia
  - Dieunomia
  - Lipotriches
  - Macronomia
  - Nomia
  - Pseudapis
- Подсемейство Nomioidinae
  - Cellariella
  - Ceylalictus
  - Nomioides
- Подсемейство Rophitinae
  - Conanthalictus
  - Dufourea
  - Micralictoides
  - Morawitzella
  - Morawitzia
  - Protodufourea
  - Rophites
  - Rhophitoides
  - Sphecodosoma
  - Systropha
  - Trilia
  - Xeralictus

## Фотогалерея

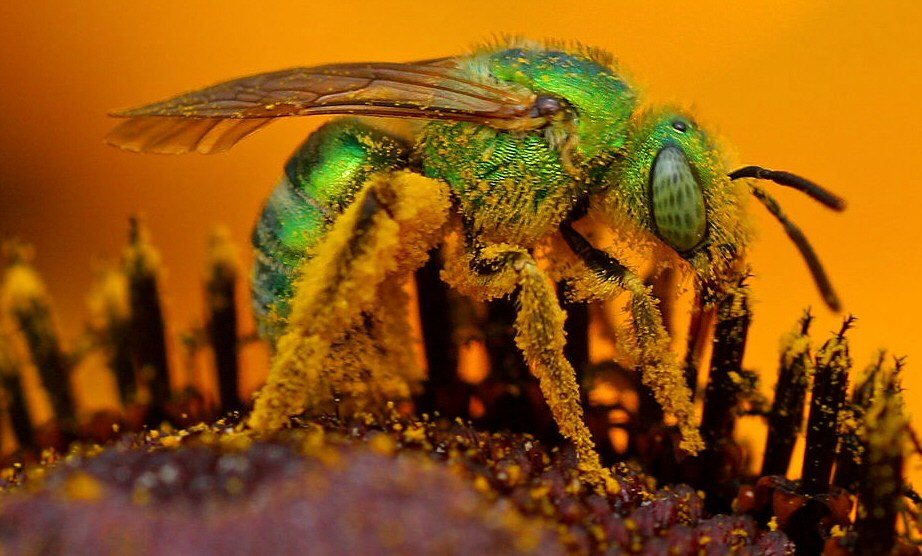
Agapostemon sp.
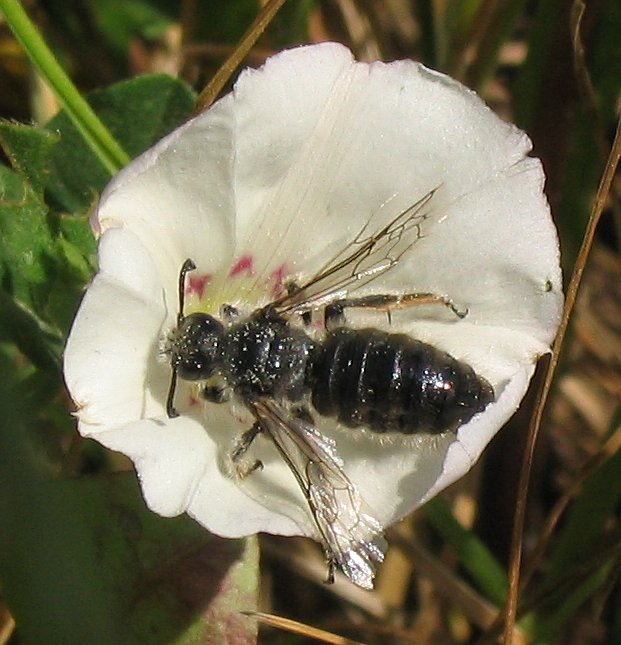
Systropha planidens
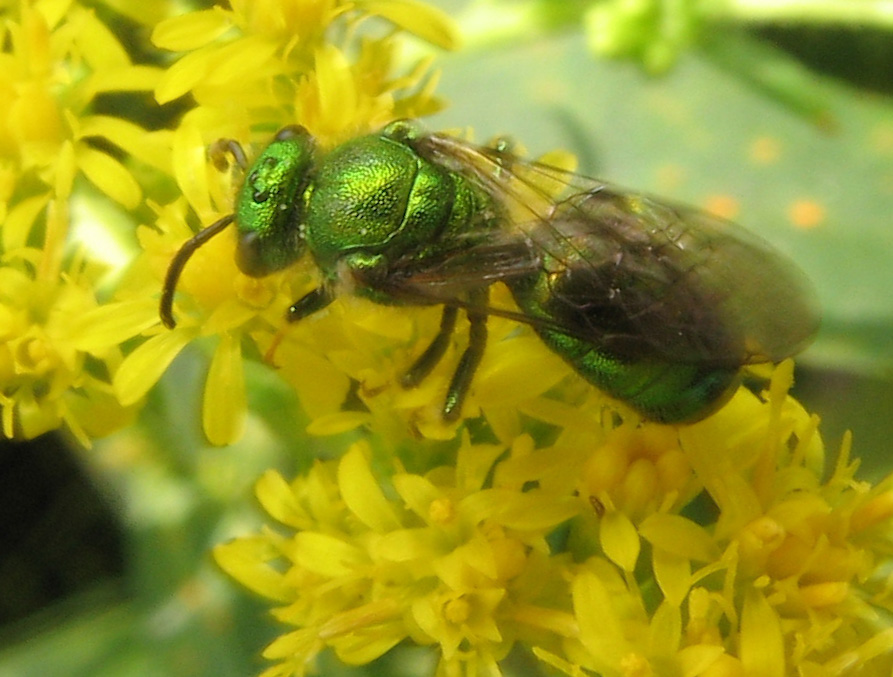
Augochloropsis metallica самка
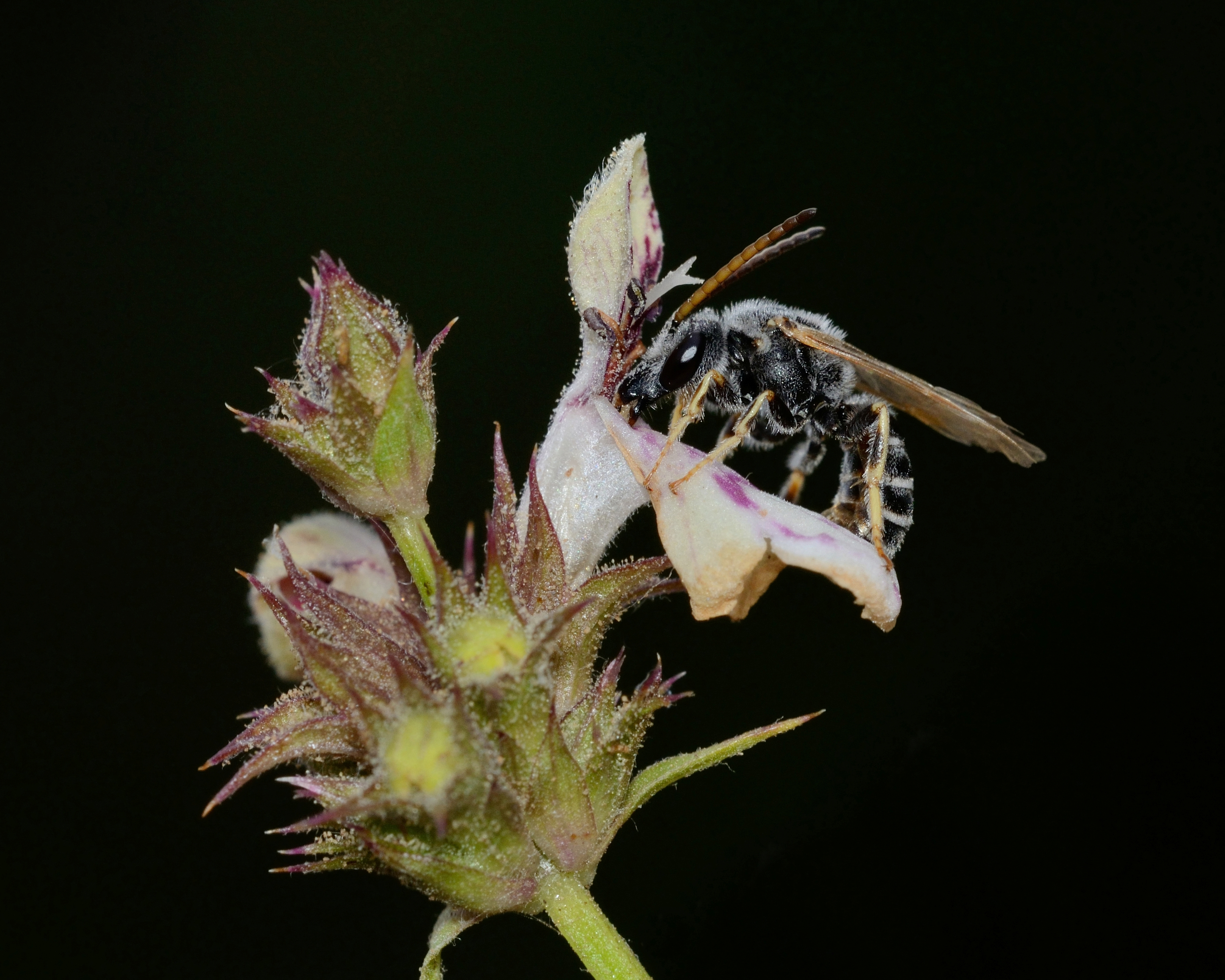
Thrincohalictus prognathus
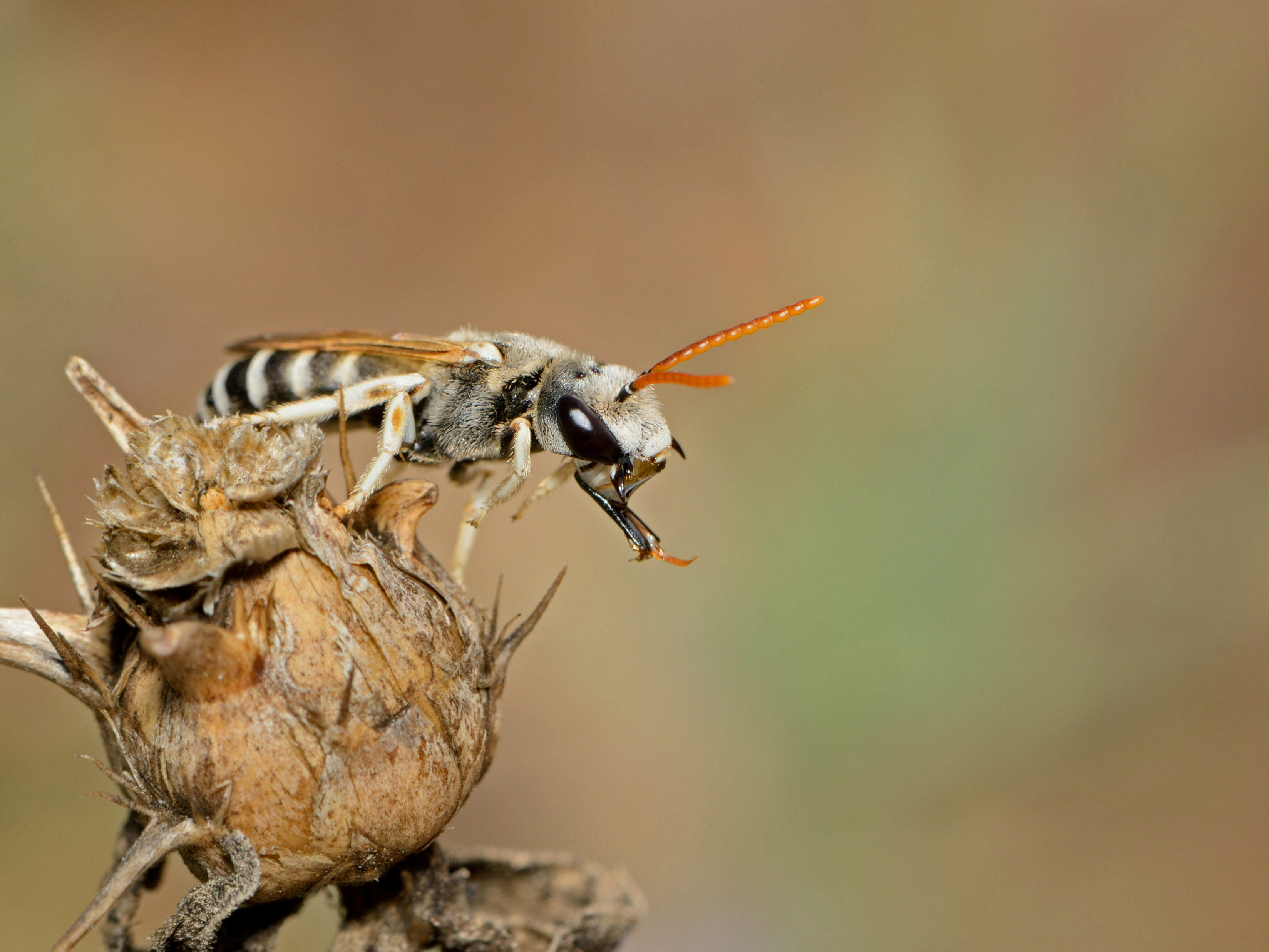
Halictus tetrazonianellus